# Ребекка Злотовськи
Ребе́кка Міріа́м Кла́ра Злото́вськи (фр. Rebecca Myriam Clara Zlotowski; нар. 21 квітня 1980, Париж, Франція) — французька кінорежисерка, сценарист та акторка.

## Біографія
Ребека Злотовськи народилася 21 квітня 1980 року в Парижі. Єврейська родина її батька вимушена залишити Польщу, коли йому було 5 років.  Навчалася на відділенні драматургії в престижній французькій кіношколі «La Femis». Кінематографічну кар'єру почала як сценарист, написавши декілька сценаріїв для короткометражних стрічок.
Режисерським дебютом Ребекки Злотовськи стала повнометражна драма «Прекрасна причепа» з Леа Сейду у головній ролі. Прем'єра стрічки, створеної за власним сценарієм Злотовськи у співавторстві з Марсією Романо та Гаелль Масе, відбулася 14 травня 2010 року в програмі «Міжнародний тиждень кінокритиків» на Каннському кінофестивалі. Фільм отримав Приз Луї Деллюка, а Леа Сейду була номінована на премію «Сезар» як найперспективніша виконавиця жіночої ролі.
В 2011 році Злотовськи створила сценарій до фільму Тедді Луссі-Модесте «Джиммі Рів'є», у якій також виконала одну з невеликих ролей.
У 2013 році Ребекка Злотовськи поставила свій другий фільм — мелодраму «Гранд Централ. Атомне кохання» про роботу працівників атомної електростанції. Прем'єра стрічки відбулася на Каннському кінофестивалі у рамках програми «Особливий погляд». У Каннах стрічка отримала Приз Франсуа Шале та спеціальний приз журі. У 2014 році стрічка отримала Премію «Люм'єр» в номінації «Найкраща акторка» та низку інших нагород і номінацій.
У 2014 році Ребеці Злотовськи був присуджений французький Орден мистецтв та літератури.У 2014 році вона входила до складу журі програми «Міжнародного тижня критиків» на Каннському кінофестивалі та виступила як глава журі на врученні «Sony CineAlta Discovery Prize».

## Фільмографія
Режисер
| Рік  | Назва             | Оригінал      | Примітки |
| ---- | ----------------- | ------------- | --- |
| 2010 | Прекрасна причепа | Belle Épine   | |
| 2013 | Гранд Централ     | Grand Central | - 2013 — Нагорода ФІПРЕССІ Віденського кінофестивалю - 2013 — Гран-прі Кінофестивалю романтичного кіно у Кабурі - 2013 — Приз Франсуа Шале Каннського кінофестивалю - 2014 — Спеціальний приз «Люм'єр» |
| 2016 | Планетаріум       | Planetarium   | |

Сценарист
| Рік  | Назва                         | Оригінал                      | Примітки          |
| ---- | ----------------------------- | ----------------------------- | ----------------- |
| 2006 |                               | Les garçons                   | короткометражний  |
| 2006 | У строю                       | Dans le rang                  | короткометражний  |
| 2007 |                               | Dans l'oeil                   | короткометражний  |
| 2009 | Лайновий план                 | Plan cul                      | короткометражний  |
| 2010 | Прекрасна причепа             | Belle Épine                   |                   |
| 2011 | Джиммі Рів'є                  | Jimmy Rivière                 |                   |
| 2013 | Гранд Централ. Атомне кохання | Grand Central                 |                   |
| 2013 | Зустрічі після півночі        | Les rencontres d'après minuit |                   |
| 2016 | Планетаріум                   | Planetarium                   | з Робеном Кампійо |

## Громадська позиція
У 2018 підтримала звернення Європейської кіноакадемії на захист ув'язненого у Росії українського режисера Олега Сенцова.